# John Clare

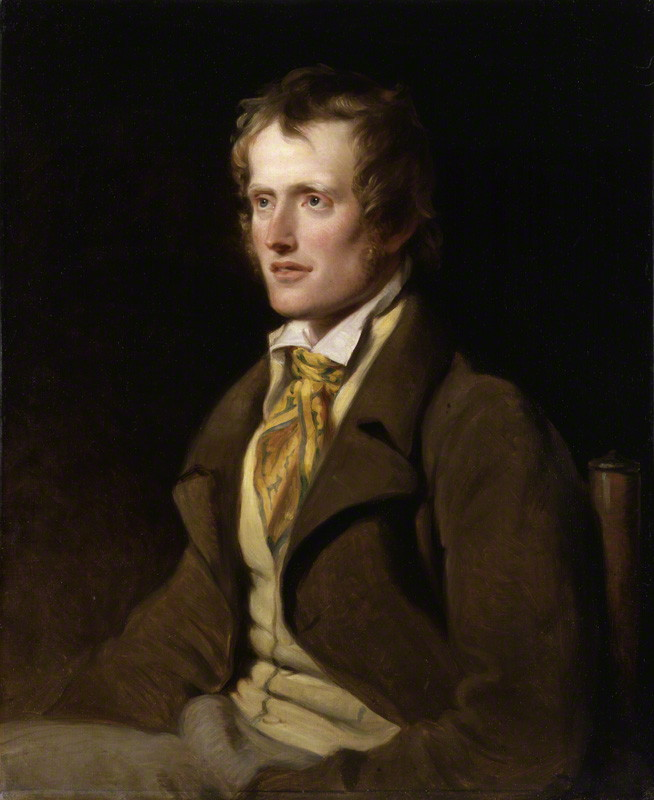
John Clare, 1820, Porträt von William Hilton

John Clare (* 13. Juli 1793 in Helpston, Northamptonshire; † 19. Mai 1864) war ein englischer Naturdichter und bekannt als einer der besten Beschreiber des Landlebens.

## Leben
John Clare wurde am 13. Juli 1793 in Helpstone als Sohn eines Tagelöhners geboren. Er entwickelte sich trotz sehr geringer Bildungsmittel glücklich und schnell. James Thomsons Seasons weckten sein poetisches Talent und begeisterten den dreizehnjährigen Jungen zu dem Lied The morning walk und dessen Gegenstück The evening walk. John Turnill in Helpstone nahm sich seiner an und unterrichtete ihn im Schreiben und Rechnen. Seinen Unterhalt erwarb sich Clare durch Handarbeiten und Violinspiel. Er arbeitete zunächst als Kuhhirt, Erntearbeiter, Schankgehilfe, dann als Hilfsgärtner.
Gott und die Natur besang er alleine zum eigenen Vergnügen. 1818 kam sein Sonett auf die untergehende Sonne in die Hände des Buchhändlers Drury zu Hamford, und dieser veranlasste die Ausgabe einer Sammlung von Clares Poems descriptive of rural life and scenery, die allgemeine Teilnahme erregte. Eine andere, ebenso erfolgreiche Sammlung seiner Gedichte erschien unter dem Titel The village minstrel, and other poems. Hierdurch in den Besitz eines kleinen Vermögens gelangt, ließ sich Clare in Helpstone häuslich nieder, geriet aber durch unglückliche Landspekulation in Elend.
Die letzten 27 Jahre seines Lebens verbrachte John Clare in den Psychiatrien um seinen Heimatort Helpston. In einer psychiatrischen Klinik (lunatic asylum) starb er am 19. Mai 1864.

## Werke

### Im englischen Original
- Poems Descriptive of Rural Life and Scenery, 3. Auflage. London 1820
- The Village Minstrel, and Other Poems, London 1821, 2 Bände
- The Shepherd’s Calendar with Village Stories and Other Poems, London 1827
- The Rural Muse, London 1835.
- Sonnet, London 1841
- First Love
- Snow Storm
- The Firetail
- The Badger

Essays
- Popularity of Authorship, 1824.
- Weitere Essays erschienen postum in Essays on Landscape; Essays on Criticism and Fashion; Recollections on a Journey from Essex; Excursions with an Angler; For Essay on Modesty and Mock Morals und For Essay on Industry.

### In deutscher Sprache
- Reise aus Essex und andere Selbstzeugnisse. Übersetzt von Esther Kinsky. Matthes und Seitz, Berlin 2017, ISBN 978-3-95757-327-8. (Enthält Texte aus Autobiographical Fragments; Journey out of Essex und Letter to Matthew Allen.)
- Raunen des Winds und bebende Distel. Skizzen aus seinem Leben, übersetzt von Esther Kinsky. Golden Luft Verlag, Mainz 2020, ISBN 978-3-9818555-8-6. (Enthält Sketches in the Life of John Clare written by himself and addressed to his Friend John Taylor Esqr March 1821 und What is Life?)
- A Language That is Ever Green. Gedichte. Englisch/Deutsch. Herausgegeben, übersetzt und kommentiert von Manfred Pfister. Verlag Das kulturelle Gedächtnis, Berlin 2021, ISBN 978-3-946990-54-3.